# Trofeo Puerta de Toledo
El Trofeo Puerta de Toledo de fútbol es un trofeo de fútbol de carácter amistoso disputado en Ciudad Real (España). El Trofeo toma su nombre del monumento Puerta de Toledo (Ciudad Real).
Originalmente se disputaba como un homenaje de Ciudad Real al fútbol provincial, por lo que en las primeras ediciones no participó el CD Manchego. Actualmente es el torneo de ferias del CD Manchego Ciudad Real.

## Palmarés
| Año       | Edición      | Campeón                     | Resultado  | Subcampeón                                    |
| --------- | ------------ | --------------------------- | ---------- | --------------------------------------------- |
| 1974      | I            | Daimiel CF                  | 1-0        | CF La Solana                                  |
| 1975      | II           | Daimiel CF                  | 4-2        | Atlético Teresiano                            |
| 1976      | III          | Manzanares CF               | 2-2 (pen)  | Daimiel CF                                    |
| 1977      | IV           | CD Manchego                 | 4-2        | Manzanares CF                                 |
| 1978      | V            | CD Manchego                 | 2-0        | Calvo Sotelo CF                               |
| 1979      | VI           | CD Manchego                 | 2-0        | CD Miguelturreño                              |
| 1980      | VII          | CD Manchego                 | 3-2        | Daimiel CF                                    |
| 1981      | VIII         | CD Manchego                 | 2-0        | CD Miguelturreño                              |
| 1982      | IX           | CD Miguelturreño            | 2-1        | Daimiel CF                                    |
| 1983      | X            | CF Gimnástico de Alcázar    | 4-2        | CD Manchego                                   |
| 1984      | XI           | Daimiel CF                  | 2-1        | CD Manchego                                   |
| 1985      | XII          | CD Manchego                 | 3-0        | Daimiel CF                                    |
| 1986      | XIII         | CD Manchego                 | 1-1 (pen)  | Daimiel CF                                    |
| 1987      | XIV          | CD Manchego                 | 1-0        | CD Miguelturreño                              |
| 1988      | XV           | Daimiel CF                  | 5-2        | CD Manchego                                   |
| 1989      | XVI          | CD Miguelturreño            | 2-0        | Villarrubia CF                                |
| 1990      | XVII         | Almagro CF                  | 1-0        | CD Manchego                                   |
| 1991      | XVIII        | CD Manchego                 | triangular | Sporting Valdepeñas Puertollano Industrial CF |
| 1992      | XIX          | CD Manchego                 | triangular | Almagro CF AD Parla                           |
| 1993      | XX           | CD Manchego                 | triangular | CD Iliturgi CD Piedrabuena                    |
| 1994      | XXI          | CD Manchego                 | triangular | Daimiel CF Puertollano Industrial CF          |
| 1995      | XXII         | CD Manchego                 | 4-4 (pen)  | Albacete Balompié                             |
| 1996      | XXIII        | Albacete Balompié           | 3-1        | CD Manchego                                   |
| 1997      | XXIV         | CD Manchego                 | 2-2 (pen)  | Talavera CF                                   |
| 1998      | XXV          | CD Manchego                 | 2-1        | CD Piedrabuena                                |
| 1999      | XXVI         | CD Manchego                 | 2-0        | CD Toledo                                     |
| 2000      | No disputado | -                           | -          | -                                             |
| 2001      | XXVII        | CD Miguelturreño            | 1-1 (pen)  | Manchego CF                                   |
| 2002      | XXVIII       | Manchego Ciudad Real CF     | 1-0        | Tomelloso CF                                  |
| 2003      | XXIX         | UB Conquense                | 1-0        | Manchego CF                                   |
| 2004      | XXX          | CF Fuenlabrada              | 5-1        | Manchego CF                                   |
| 2005      | XXXI         | Manchego Ciudad Real CF     | 0-0 (pen)  | Granada CF                                    |
| 2006      | XXXII        | CD Linares                  | 2-0        | Manchego CF                                   |
| 2007      | XXXIII       | Manchego Ciudad Real CF     | 3-0        | Real Valladolid B                             |
| 2008      | XXXIV        | Manchego Ciudad Real CF     | 0-0 (PEN)  | UB Conquense                                  |
| 2009-2011 | No disputado | -                           | -          | -                                             |
| 2012      | XXXV         | CF Villanovense             | 3-1        | CD Ciudad Real                                |
| 2013      | XXXVI        | CD Ciudad Real              | 1-1 (pen)  | UB Conquense                                  |
| 2014      | XXXVII       | UB Conquense                | 3-0        | CD Ciudad Real                                |
| 2015      | XXXVIII      | CD Ciudad Real              | 0-0 (pen)  | Tomelloso CF                                  |
| 2016      | XXXIX        | CD Manchego Ciudad Real     | 2-0        | Getafe CF B                                   |
| 2017      | XL           | Calvo Sotelo Puertollano CF | 2-2 (pen)  | CD Manchego Ciudad Real                       |
| 2018      | XLI          | CD Manchego Ciudad Real     | 2-1        | CD Madridejos                                 |
| 2019      | XLII         | CD Manchego Ciudad Real     | 1-1 (pen)  | CF La Solana                                  |
| 2021      | XLIII        | CD Manchego Ciudad Real     | 1-0        | Villarrubia CF                                |
| 2022      | XLIV         | CD Manchego Ciudad Real     | triangular | Rayo Vallecano B UD Carrión                   |

## Campeones
| Equipo                                         | Títulos | Ediciones                                                                                       |
| ---------------------------------------------- | ------- | ----------------------------------------------------------------------------------------------- |
| CD Manchego                                    | 16      | 1977, 1978, 1979, 1980, 1981, 1985, 1986, 1987, 1991, 1992, 1993, 1994, 1995, 1997, 1998 y 1999 |
| CD Manchego Ciudad Real (antes CD Ciudad Real) | 7       | 2013, 2015, 2016, 2018, 2019, 2021 y 2022                                                       |
| Manchego Ciudad Real CF                        | 4       | 2002, 2005, 2007 y 2008                                                                         |
| Daimiel CF                                     | 4       | 1974, 1975, 1984 y 1988                                                                         |
| CD Miguelturreño                               | 3       | 1982, 1989 y 2001                                                                               |
| UB Conquense                                   | 2       | 2003 y 2014                                                                                     |
| Manzanares CF                                  | 1       | 1976                                                                                            |
| CF Gimnástico de Alcázar                       | 1       | 1983                                                                                            |
| Almagro CF                                     | 1       | 1990                                                                                            |
| Albacete Balompié                              | 1       | 1996                                                                                            |
| CF Fuenlabrada                                 | 1       | 2004                                                                                            |
| CD Linares                                     | 1       | 2006                                                                                            |
| CF Villanovense                                | 1       | 2012                                                                                            |
| Calvo Sotelo Puertollano CF                    | 1       | 2017                                                                                            |